# Anne Sterzbach

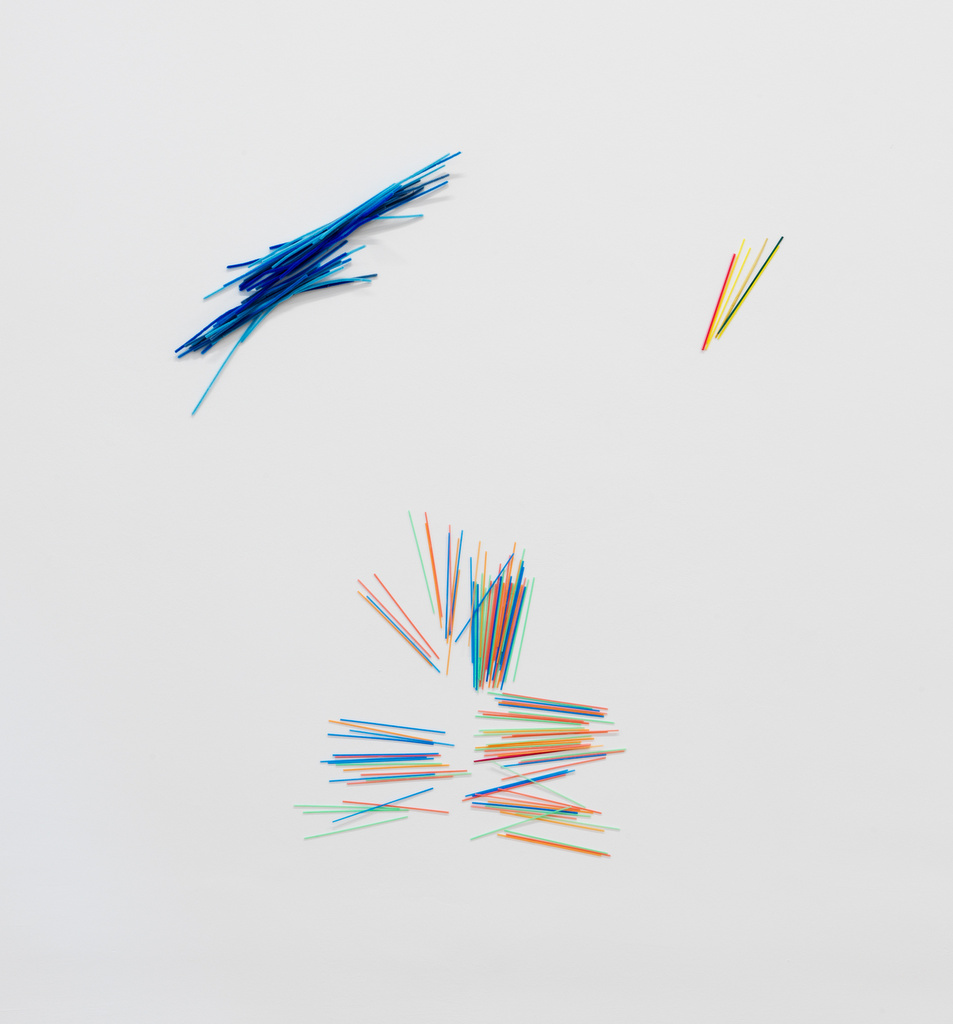
Anne Sterzbach, 2012, ohne Titel, Installation im Kunsthaus Nürnberg

Anne Sterzbach (* 1969 in Bayreuth, Bayern) ist eine deutsche Künstlerin.

## Leben
Anne Sterzbach studierte von 1990 bis 1997 an der  Akademie der Bildenden Künste Nürnberg und war Meisterschülerin bei Günter Dollhopf. 1990  bis 1998 erhielt sie ein Stipendium des Evangelischen Studienwerks Villigst. Von 1994 bis 1995 studierte sie an der St Martin’s School of Art, London. Von 1997 bis 1998 absolvierte sie ein Aufbaustudium an der Akademie der Bildenden Künste Karlsruhe bei Professorin Silvia Bächli. Anne Sterzbach erhielt von 2005 bis 2008 einen Lehrauftrag an der Akademie der Bildenden Künste Nürnberg.
Sie lebt und arbeitet in Nürnberg.

## Werk
Anne Sterzbachs Arbeiten bestehen aus Rauminstallationen, Zeichnungen und Objekten, seit 2009 auch aus minimalistischen Videoarbeiten.
Werke im öffentlichen Raum
- 2013: Videoprojektion im Lentos Kunstmuseum Linz
- 2003: Wortwandler, Installation, Universität Erlangen

## Ausstellungen (Auswahl)
- 1995: Positionen und Tendenzen, Schloss Stein, Nürnberg (Kat.)
- 1996: Vier Villigster StipendiatInnen, Trinitatiskirche, Köln
- 1997: Kohlenhof – Kunstverein Nürnberg, Nürnberg
- 1997: Galerie für Neue Kunst, Amberg (die drei letztgenannten Ausstellungen mit Elisabeth Ensenberger und Regina Pemsl)
- 1998: 9 x V, 9 Villigster StipendiatInnen in der Kirche am Hohenzollernplatz, Berlin (Kat.)
- 1998: 68elf, Köln
- 1999: Fünf junge Künstler, Galerie Lindig in Paludetto, Nürnberg
- 1999: Galerie Defet, Nürnberg (mit Christian Faul) (Kat.)
- 1999: Galerie im Kunsthaus Essen, Essen (mit Elisabeth Ensenberger und Regina Pemsl)
- 1999: Kulturförderpreis 1999, Schloss Burgfarrnbach, Fürth (EA)
- 2000: Zeit, Projekt im öffentlichen Raum, Fürth (Kat.)
- 2001: Galerie Linda Treiber, Ettenheimmünster (EA)
- 2002: Fidibus (mit Thomas Pöhler), Galerie Ute Parduhn, Düsseldorf
- 2002: Studio Cristina Delponte, Locarno (EA)
- 2002: Spot, Galerie Ute Parduhn, Düsseldorf
- 2003: Linien und Räume, Neue Galerie Dachau (EA, Kat.)
- 2003: Kohlenhof – Kunstverein Nürnberg, Nürnberg (EA)
- 2004: Galerie Defet, Nürnberg (mit Christian Faul)
- 2006: Preise für Kunst und Wissenschaft der Stadt Nürnberg 2006, Tafelhalle Nürnberg
- 2006: Raumwechsel 5, Kunstraum Alexander Bürkle, Freiburg (mit Reto Boller, Alfons Lachauer, Thomas Müller und Antonio Scaccabarozzi)
- 2006: Institut für konstruktive Kunst und konkrete Poesie, Archiv Eugen Gomringer, Rehau
- 2007: Lounge im Zumikon, Nürnberg (mit Elke Fenneteau und Michael Hirschfeld)
- 2007: Rubin, Neues Museum Nürnberg
- 2008: Zur Kontingenz der Linie, Kunstraum Alexander Bürkle, Freiburg
- 2009: Filmprojektion, Stadtverführungen Nürnberg
- 2010: Flugstunden, Luftmuseum Amberg (mit Michael Schneider)
- 2010: Medium Papier. Arbeiten aus der Sammlung Rosskopf, Kunstraum Alexander Bürkle, Freiburg
- 2011: HWP-Stipendiatinnen – Barbara Engelhard, Sigrid Stabel, Anne Sterzbach, Akademie Galerie Nürnberg
- 2012: Zeichen und Wunder – Positionen zeitgenössischer Zeichnung, (mit Caroline Bayer, Matthias Lahme, Paul McDevitt), Kunsthaus Nürnberg
- 2012: Return, AEG Nürnberg
- 2013: 10 Jahre Lentos, Lentos Kunstmuseum Linz
- 2013: Unterm Strich, Galerie Ute Parduhn, Düsseldorf
- 2014: Paar in Betrachtung des Mondes, Die Sammlung Appelt, Kunstverein Weiden
- 2014: Collector’s Choice Only, Kunstraum Alexander Bürkle, Freiburg
- 2015: Sammeln um zu sehen, Kunstraum Alexander Bürkle, Freiburg
- 2016: Raum um Raum, Schenkung Defet, Neues Museum Nürnberg
- 2016: Galerie Linda Treiber, Ettenheimmünster (EA)
- 2017: play, kuratiert von Andreas Oehlert, oechsner galerie, Nürnberg
- 2018: Mojé Assefiah und Anne Sterzbach, Neue Galerie Dachau
- 2019: Anne Sterzbach, Neue Arbeiten, Galerie Linda Treiber, Ettenheimmünster (EA)
- 2019: Gesammelte Werke, 5 Jahre Kunstvilla, Kunstvilla Nürnberg
- 2020: Werkstattausstellung Galerie Linda Treiber, Ettenheimmünster
- 2022: Freiraum 4, Galerie Linda Treiber, Ettenheimmünster
- 2022: Me and Dorothy, oechsner Galerie, Nürnberg
- 2023: matched, mit Andreas Oehlert, Kunstverein Zirndorf

## Auszeichnungen
- 1990–1997: Stipendium des Evangelischen Studienwerks Villigst
- 1998: Absolventenpreis Akademie der Bildenden Künste Nürnberg
- 1999: Kulturförderpreis der Stadt Fürth
- 2002: Förderpreis Förderkreis Bildende Kunst in Nürnberg e. V.
- 2003: Kunst am Bau 1. Preis und Realisation Universität Erlangen
- 2006: Preis der Stadt Nürnberg „Nürnberg-Stipendium“
- 2009: HWP-Stipendium